# Primrose International Viola Archive
Il Primrose International Viola Archive (PIVA) è un archivio di materiale musicale e letterario inerente alla viola. È dedicato al violista scozzese William Primrose e si trova presso la Harold B. Lee Library, nel complesso della Brigham Young University, a Provo, Utah, Stati Uniti d'America.. Oltre alla raccolta di materiale violistico librario e musicale, il PIVA supporta progetti discografici sulla viola, aggiorna il catalogo Literatur für Viola (pubblicato da Zeyringer) e lavora alla compilazione di un dizionario biografico di violisti.

## Storia
L'archivio nasce nel 1972, quando Primrose ha donato la sua raccolta di materiale alla Harold B. Lee Library. La raccolta, chiamata inizialmente Primrose Viola Library, raccoglieva il materiale sulla viola già presente nella biblioteca e il materiale donato dal noto violista. L'archivio si è notevolmente espanso negli anni seguenti a seguito di continue acquisizioni di nuove opere. Uno dei momenti di svolta più significativi è stato il trasferimento degli archivi della International Viola Society dal Mozarteum di Salisburgo alla biblioteca Harold Lee, nel 1981. In quell'occasione, la collezione ha cambiato il nome in Primrose International Viola Society's Archive.
Nel 1983 il PIVA ha contattato centinaia di editori musicali, per espandere il proprio archivio, e ha richiesto ai fornitori delle biblioteche copia della musica per viola in pubblicazione. Altri contributi significativi sono stati le diverse acquisizioni di archivi privati di grani violisti e collezionisti, come Ernst Wallfisch, Jan Albrecht, Walter Lebermann, Rudolf Tretzsch e la raccolta di Franz Zeyringer, presidente della IVS, la cui collezione rappresenta la più grande donazione privata al PIVA.

## Materiale e acquisizioni

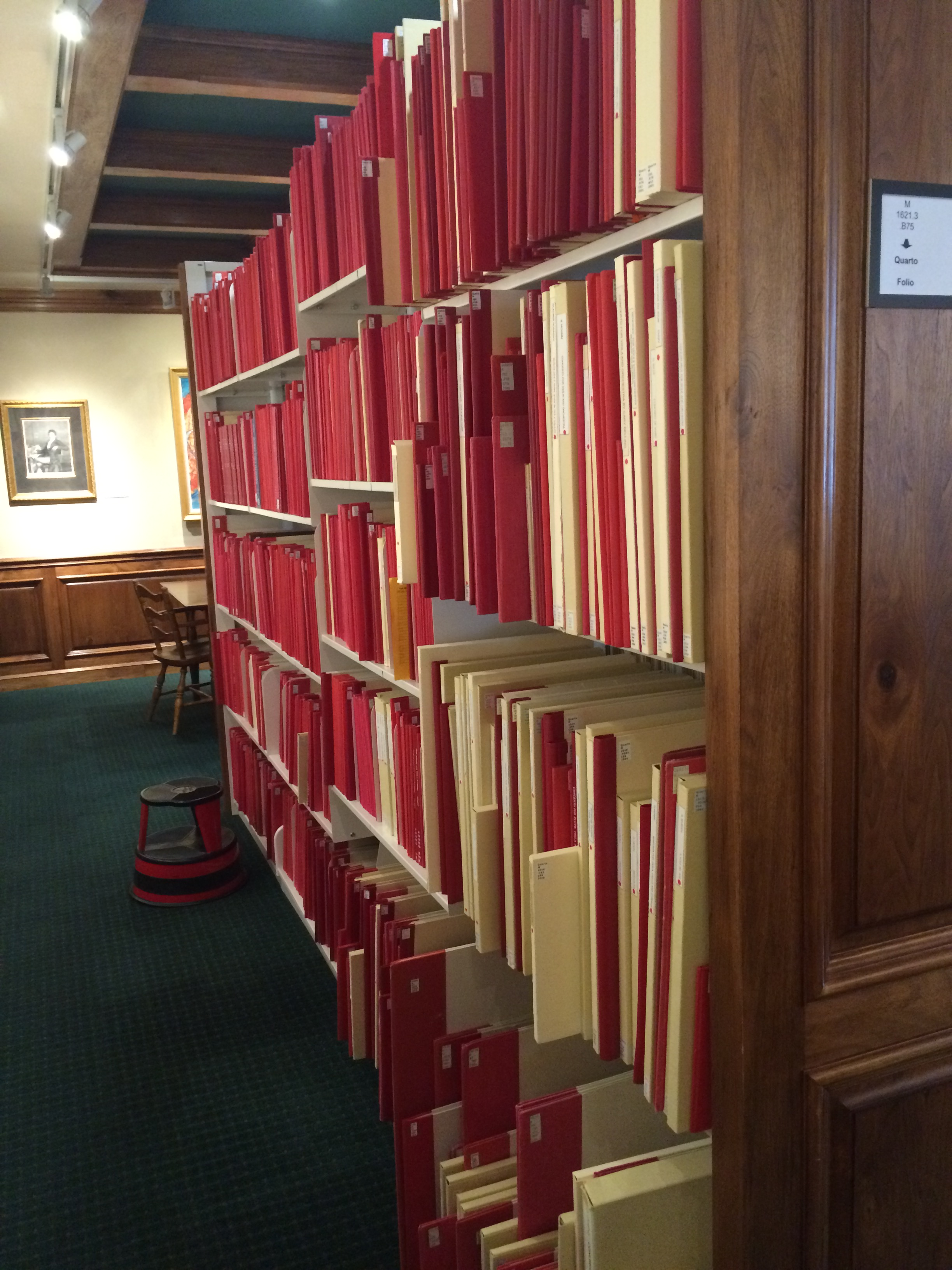
Scaffali di musica per viola presso il PIVA

La nascita della Primrose Viola Library è frutto principalmente delle relazioni personali fra David Dalton e il suo maestro, Primrose, che aveva aiutato nella scrittura delle sue memorie, e lo convinse a lasciare alla Brigham Young University una memoria tangibile del suo lavoro. Alla nascita dell'archivio nel 1974, con la donazione alla biblioteca, il nucleo della collezione era costituito dagli spartiti annotati di Primrose, assieme a manoscritti, fotografie, registrazioni e pubblicazioni inerenti alla sua carriera. Gli impegni di Primrose, che all'epoca risiedeva in Australia, hanno fatto sì che l'accordo venisse completato solo nel 1979. Nel 1978 fu girato un documentario di trenta minuti nello studio televisivo dell'università, intitolato A Violist's Legacy (l'eredità di un violista) per commemorare l'evento, che fu poi presentato al settimo International Viola Congress, tenutosi l'anno seguente. L'archivio produsse poco tempo dopo altri due documentari nei quali figura Primrose (200 violists e William Primrose, violist), oltre a registrazioni d'epoca (come l'incisione delle suite per violoncello solo di Bach, eseguite dallo stesso Primrose).
Primrose donò in tutto circa duecento spartiti all'archivio tra i quali diversi manoscritti di notevole valore, come uno di Ernst Toch, autografo e con dedica, dei manoscritti del secondo concerto per viola di Darius Milhaud e del concerto di Bartók completato da Tibor Serly. Tra i suoi scritti originali, vi sono trascrizioni di musiche per altri strumenti (come le suite per violoncello solo) e pezzi virtuosistici (come la campanella), metodi e tecnica, come L'arte e lo studio delle scale sulla viola (The Art and Practice of Scale Playing on the Viola, 1954), parti di musica da camera usate da Primrose in concerto, con le sue diteggiature e indicazioni (ad esempio, i trii di Beethoven, i quartetti di Mozart e La trota di Schubert).
Varie foto, recensioni, vinili e programmi di Primrose erano conservati a Canterbury nella valigia da viaggio del violista quando la casa londinese dei Primrose venne colpita dai bombardamenti tedeschi durante la seconda guerra mondiale, e vennero recuperati e consegnati alla Brigham Young University nel 1977. Tra essi, vi sono alcune registrazioni del Quartetto Primrose (insieme a Oscar Shumsky, Josef Gingold e Harvey Shapiro) incise alla NBC nel 1942. Altri cimeli di Primrose vennero donati dalla sorella Jean, che viveva a New York, nel 1979.
Un altro contributo notevole è dovuto a Franz Zeyringer, violista molto attivo nella ricerca e che pubblicò molto sulla viola e il suo repertorio. Fin dalla fondazione ha contribuito con donazioni di spartiti, la più notevole nel 1989, quando ha donato la maggior parte del suo materiale, la cui collezione è stata formata nell'arco di trent'anni di attività. Nel 1986 la raccolta di materiale si arricchì con la donazione della collezione privata di Ernst Wallfisch, solista di fama internazionale. Nello stesso anno il PIVA acquisì anche la collezione di Walter Lebermann, morto due anni prima, tramite la vedova Erla. Lebermann aveva studiato la musica del Seicento e Settecento e aveva raccolto molto materiale sulle composizioni da camera e solistiche per viola dell'epoca.
Zeyringer era molto amico del violista Jan Albrecht, che convinse a donare la propria collezione, di oltre 400 spartiti, al PIVA, aiutandolo a superare le difficoltà nell'esportazione dovute al regime totalitario della Cecoslovacchia. Tramite la vedova di Rudolf Tretzsch, professore e collezionista berlinese, Zeyringer riuscì anche ad acquisire la ricca collezione di quest'ultimo, che contava oltre 3000 spartiti e 1000 monografie. Su richiesta di Dalton e Zeyringer, il PIVA entrò in possesso della collezione fonografica di François de Beaumont, appassionato alla viola che aveva raccolto oltre 150 incisioni e aveva pubblicato nel 1973 la Discographie sur l'alto, edita da Bärenreiter.